# Ares V

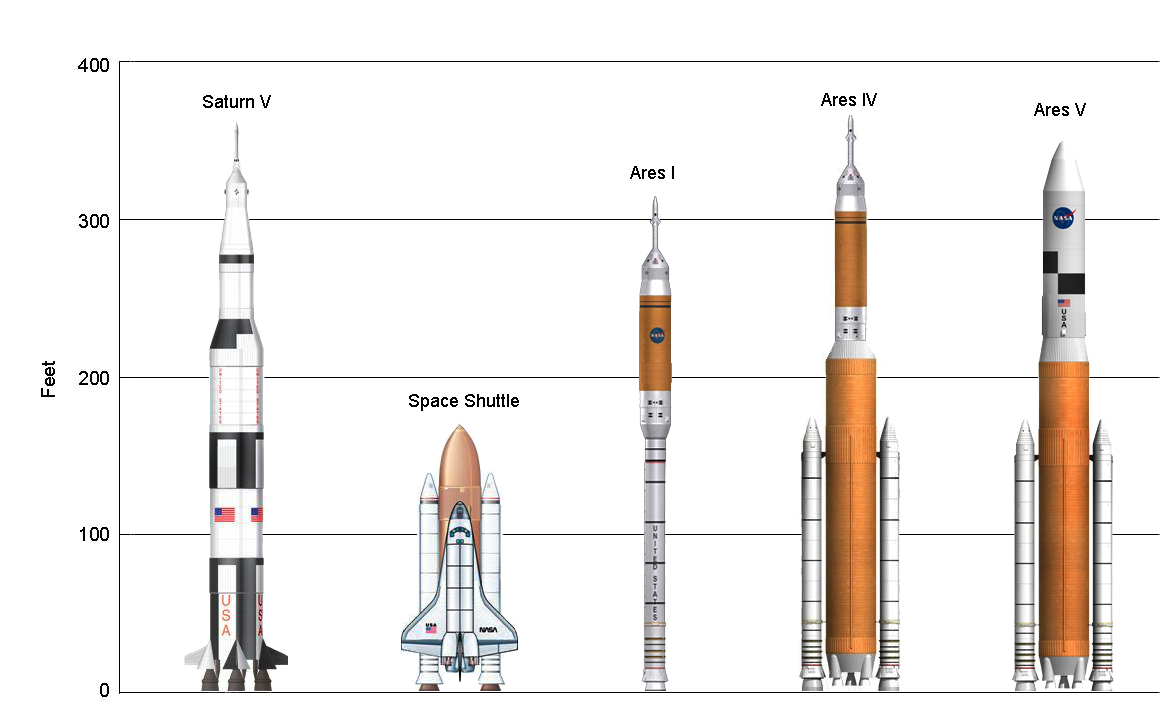
De gauche à droite : Saturn V, la navette spatiale américaine, Ares I, Ares IV et Ares V (avant son allongement).

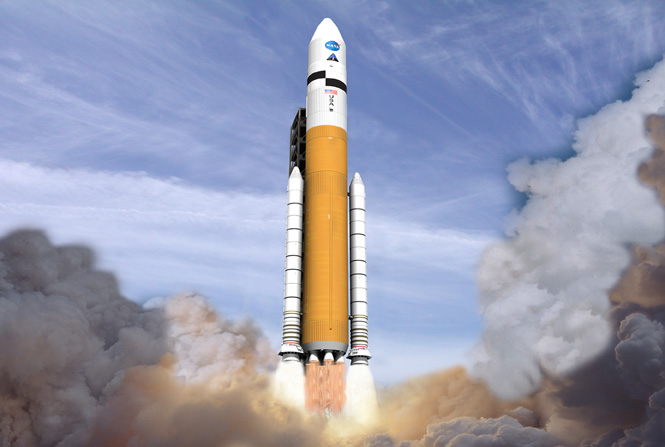
Décollage de l'Ares V.

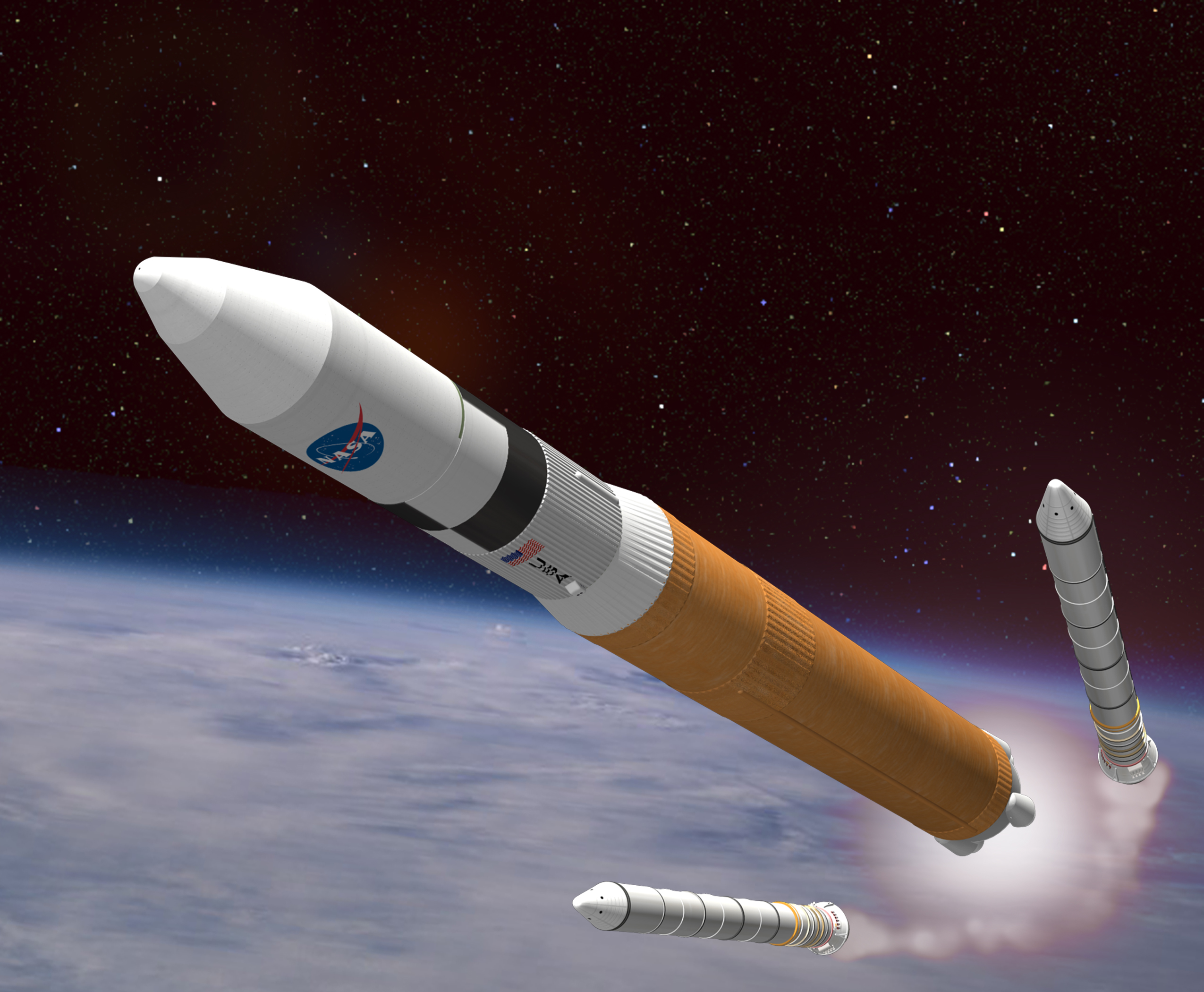
Séparation des propulseurs d'appoint et du premier étage (vue d'artiste).

Ares V est un lanceur américain que la NASA avait prévu de construire pour placer en orbite les charges lourdes nécessaires aux missions vers la Lune planifiées aux alentours de 2020, dans le cadre du programme Constellation qui a été arrêté début 2011. Le lanceur est chargé d'une part de mettre en orbite basse le module lunaire Altair, d'autre part de fournir aux deux vaisseaux de la mission lunaire, Orion (lancé par l'autre fusée du programme Ares I) et Altair, une vitesse suffisante pour rejoindre l'orbite lunaire.
Le lanceur Ares V devait être la fusée la plus puissante jamais construite : d'une hauteur de 120 mètres pour un diamètre de 10 mètres au niveau du premier étage, elle permet de placer 188 tonnes en orbite basse et 71 tonnes sur une trajectoire lunaire. Elle comporte deux étages propulsés par des moteurs consommant de l'oxygène et de l'hydrogène liquide. Le premier étage est flanqué de deux propulseurs d'appoint. Sa conception repose sur la réutilisation de développements existants, en particulier des propulseurs d'appoint à poudre de la navette spatiale américaine.
Le premier vol de la fusée était planifié pour 2018 et la première mission lunaire pour 2019. Au moment de l'arrêt du programme, le développement du lanceur était toujours en phase de conception. Plusieurs modifications ont été apportées au concept de départ comme l'ajout d'un segment supplémentaire au niveau des propulseurs d'appoint et d'un moteur-fusée au niveau du premier étage. La NASA prévoyait d'utiliser le lanceur Ares V pour d'autres missions telles que la mise en orbite de télescopes spatiaux de grand diamètre. Ares V devait également jouer un rôle central dans la réalisation de la mission habitée vers Mars qui nécessitera d'envoyer en orbite terrestre basse entre 1 000 et 1 500 tonnes de matériel et qui est planifiée au-delà de 2030.
Le président américain Barack Obama a annoncé le 1er février 2010 son intention d'abandonner le programme Constellation. Cette décision est approuvée par le Congrès américain, entraînant l'arrêt du développement du vaisseau Altair ainsi que des lanceurs Ares. Le projet de lanceur lourd, soutenu par la classe politique américaine, renait en 2011 sous l'appellation Space Launch System (SLS).

## Historique

### Lancement du programme Constellation
En 2006, la NASA lance le programme Constellation pour répondre aux objectifs fixés par le président George W. Bush en janvier 2004 dans son projet Vision for Space Exploration dont l'idée directrice est de relancer l'exploration du système solaire par des missions habitées. Dans le cadre du programme Constellation, la NASA poursuit deux objectifs principaux :
- remplacer la navette spatiale américaine, qui assure le ravitaillement de la Station spatiale internationale, au coût opérationnel trop élevé et frappée d’obsolescence ;
- assurer le retour de l'homme sur la Lune vers 2020 pour des séjours de longue durée qui doivent à terme déboucher sur l'envoi de missions habitées vers Mars.

Pour répondre à ces objectifs, la NASA lance le développement de deux lanceurs :
- la fusée Ares I, chargée de placer en orbite le vaisseau spatial habité Orion : celui-ci sera utilisé à la fois pour desservir la Station spatiale internationale et pour transporter l'équipage du futur programme lunaire. La fusée Ares I est conçue pour avoir une fiabilité compatible avec le transport d'un équipage (man-rated en anglais) ;
- la fusée Ares V est un lanceur lourd qui joue un double rôle dans le cadre du programme lunaire : placer en orbite basse le module lunaire Altair (46 tonnes) puis, après rendez-vous avec le module Orion, fournir aux deux vaisseaux une vitesse suffisante pour aller se placer en orbite lunaire.

Le choix du nom et de la numérotation est symbolique : Arès est le nom grec du dieu de la guerre romain Mars et fait donc référence à la planète qui est l'objectif ultime du programme Constellation. Les chiffres choisis reprennent la numérotation des deux lanceurs du programme Apollo Saturn I et Saturn V qui ont chacun joué un rôle relativement similaire à celui de leurs homologues modernes.
Ce scénario est différent de celui du programme Apollo, dans lequel une seule fusée Saturn V assumait à la fois le rôle d'Ares V et d'Ares I. En effet, pour répondre aux objectifs plus ambitieux du programme lunaire Constellation (durée de la mission, nombre d’astronautes), la masse à envoyer vers la Lune a considérablement augmenté passant de 47 tonnes pour Apollo à 71 tonnes (25 tonnes pour Orion et 46 tonnes pour Altair).

### Développement du lanceur lourd Ares V
La fusée Ares V subit plusieurs évolutions au cours de la phase de conception :
- en janvier 2007, la NASA annonce qu'elle envisage de développer un lanceur d'une puissance intermédiaire entre Ares I et Ares V, dénommé Ares IV, constitué du premier étage de la fusée Ares V avec ses propulseurs d'appoint et du deuxième étage de la fusée Ares I. L'objectif est de pouvoir tester plus tôt les phases les plus critiques du vol lunaire sans attendre la fin du développement de l'Ares V[3],[4]. Avec une capacité d'injection en orbite trans-lunaire de 41,1 tonnes, le lanceur pourrait être également utilisé pour réaliser la mission lunaire : Orion et Altair seraient lancés et injectés en orbite lunaire chacun par une fusée Ares IV, le rendez-vous entre les deux vaisseaux s'opérant en orbite lunaire au lieu de l'orbite terrestre. Sans ses propulseurs d'appoint, la fusée Ares IV pouvait devenir le lanceur du vaisseau Orion pour les missions en orbite basse. En janvier 2009, après évaluation de ce scénario, la NASA a officiellement abandonné l'Ares IV, jugé moins sûr et plus coûteux que le développement des lanceurs Ares I et Ares V[5] ;
- en juin 2008, la NASA a annoncé que pour parvenir aux performances attendues, un sixième moteur serait ajouté au premier étage qui sera allongé tandis que les propulseurs à poudre passaient de 5 segments à 5 segments et demi[6].

Le premier lancement de la fusée Ares V était prévu en 2018. Le premier lancement aboutissant à un débarquement sur la Lune devait avoir lieu en 2019 selon le document de la NASA publié en 2006.

### Annulation du projet
Début février 2010, le président Barack Obama annonce l'annulation du programme Constellation en cours de développement qui devait permettre le retour de l'homme sur la Lune vers l'horizon 2020. Pour justifier sa décision, il s'appuie sur le rapport de la commission Augustine chargée d'évaluer le programme spatial habité de la NASA. Trois motifs sont mis en avant : un budget en dépassement, le retard pris sur les échéances et l'absence d'innovations intégrées dans le projet,.

## Caractéristiques techniques

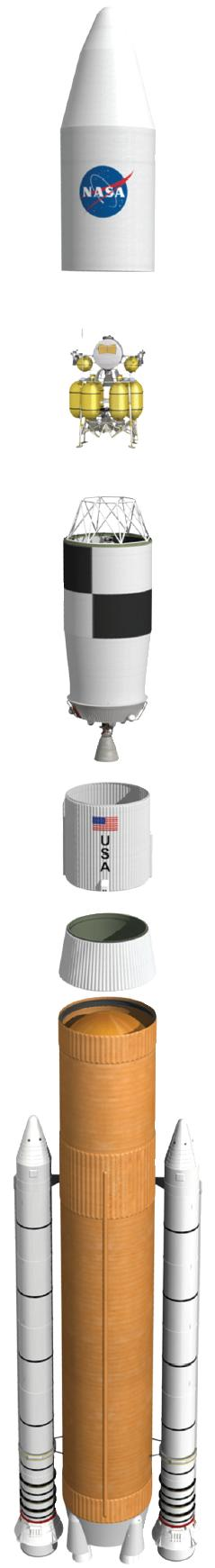
Vue éclatée de la fusée Ares V.

Le lanceur Ares V comme Ares I réutilise un grand nombre de composants existants pour limiter le coût de développement et partage certains d'entre eux avec le lanceur Ares I. Il est constitué de deux étages dont les moteurs consomment de l'oxygène et de l'hydrogène liquide, flanqués de deux propulseurs d'appoint à poudre allumés au décollage. Le deuxième étage est utilisé d'abord pour placer la charge utile sur orbite basse puis pour injecter l'ensemble du train spatial lunaire en orbite lunaire. Les caractéristiques de ces étages sont les suivantes :

### Propulseurs d'appoint
La fusée Ares V utilise 2 propulseurs d'appoint dérivés de ceux de la navette spatiale américaine et ils sont comme ceux-ci mis à feu au décollage. La version utilisée utilise une nouvelle tuyère et une nouvelle enveloppe plus légère. Elle comporte cinq segments et demi au lieu des 4 de la navette fournissant une poussée plus importante. Chaque propulseur a une poussée de 1 712 tonnes. L'impulsion spécifique est de 276 secondes. Les propulseurs d'appoint s'éteignent au bout de 116 secondes puis se détachent du premier étage qui continue à propulser le lanceur durant 3 minutes supplémentaires.

### Premier étage
Le premier étage reprend la structure du réservoir externe de la navette spatiale américaine avec un diamètre plus important (10 mètres au lieu de 8,4 mètres). Il est propulsé par 6 moteurs RS-68B de 318 à 362 tonnes (dans le vide) de poussée, consommant de l'hydrogène et de l'oxygène liquide (impulsion spécifique de 365 secondes au niveau de la mer et 414 secondes dans le vide). Ces moteurs, qui propulsent le premier étage durant 303 secondes, sont une version améliorée de ceux utilisés sur le lanceur Delta IV de l'US Air Force ;

### Deuxième étage
Le deuxième étage, qui porte l'appellation d'Earth Departure Stage (EDS), utilise, comme le premier étage, de l'oxygène et de l'hydrogène liquide. Il est propulsé par un moteur unique J-2X, dérivé du moteur J-2 du deuxième étage des lanceurs Saturn IB et Saturn V : l'étage S-IVB. Ce moteur est identique à celui du second étage du lanceur Ares I pour réduire les coûts. Il a fait l'objet d'une évolution (version J2-S) à la fin des années 1960 avec production d'une petite série expérimentale. La version J-2X plus puissante doit utiliser le générateur de gaz, développé pour le RS-68, et dispose d'une tuyère plus longue et d'un système de pilotage numérique. Long de 22 mètres pour un diamètre de 10 mètres, le deuxième étage peut être allumé plusieurs fois. Dans le cadre de la mission lunaire, il est utilisé d'abord pour placer le module lunaire Altair sur une orbite terrestre basse d'attente puis, après rendez-vous avec le vaisseau Orion transportant les astronautes lui-même placé sur orbite par le lanceur Ares I, injecter les deux vaisseaux sur une trajectoire lunaire. Pour la première phase, sa puissance est utilisée à 100 % alors que la poussée est réduite à 81 % de la puissance nominale pour l'injection lunaire ;

### Performances
Le lanceur Ares V permet de placer 188 tonnes en orbite terrestre basse et 71,1 tonnes à destination d'une orbite lunaire.

## Déroulement d'une mission lunaire

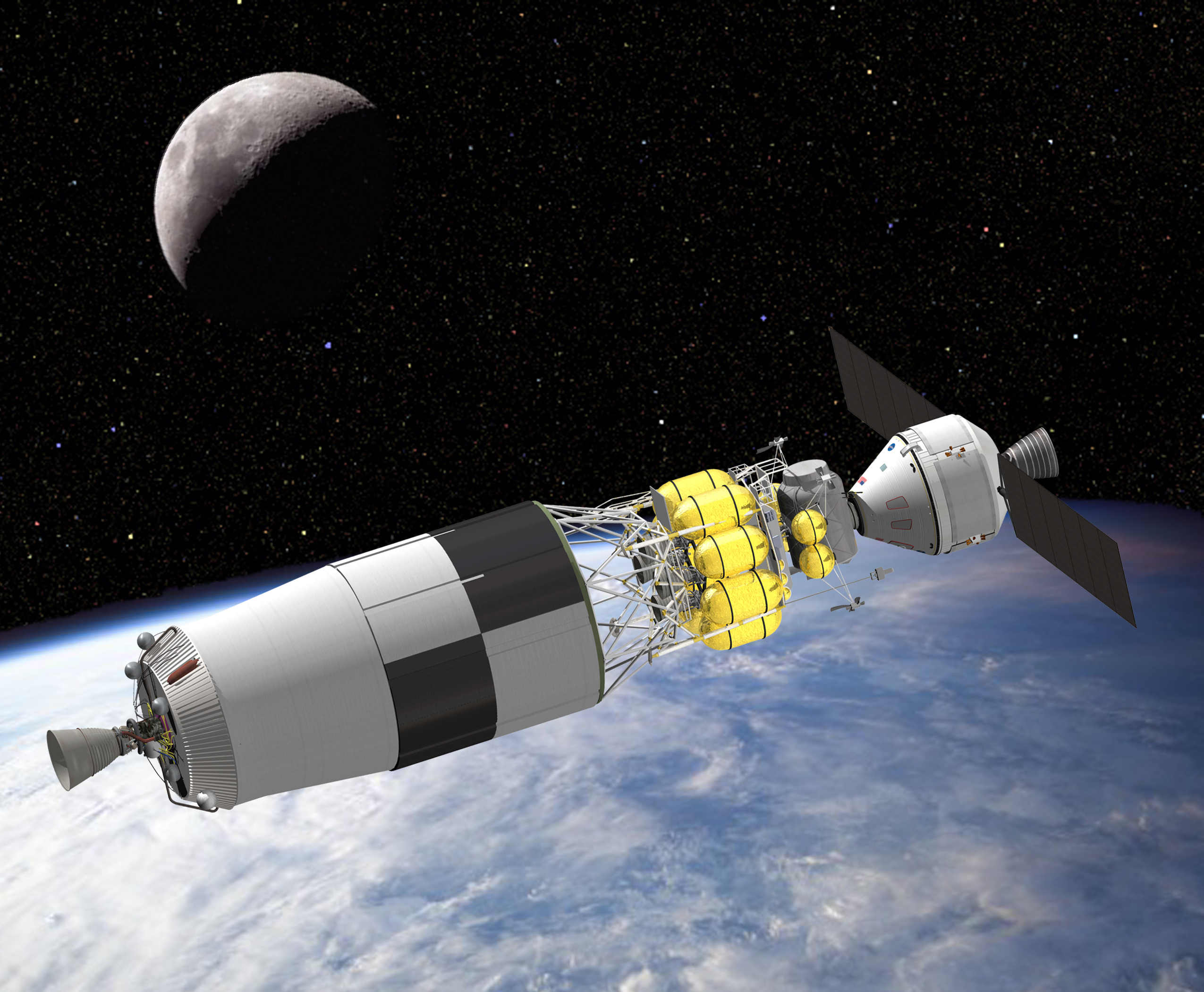
L'étage EDS de la fusée Ares V s'apprête à injecter en orbite lunaire les vaisseaux Altair et Orion.

Le lancement d'Ares V se fait depuis l'aire 39B du complexe de lancement 39 du centre spatial Kennedy en Floride, d'où sont parties les missions lunaires du programme Apollo. Le complexe doit être réaménagé après l'arrêt complet des navettes spatiales pour pouvoir accueillir le nouveau lanceur.
Le lanceur Ares V, une fois lancé, place le module Altair avec le deuxième étage du lanceur toujours attaché sur une orbite terrestre circulaire basse de 243 km.
Le lancement d'Ares I est réalisé peu après celui d'Ares V. Les astronautes du vaisseau Orion, une fois celui-ci placé en orbite terrestre basse, organisent un rendez-vous avec la fusée Ares V et sa charge utile 3 à 5 heures après le décollage de ce dernier selon le scénario qui sera retenu. Le vaisseau Orion s'accouple au module Altair par l'écoutille située au sommet du vaisseau. Le deuxième étage d'Ares V est alors mis à feu pour fournir la vitesse nécessaire à l'injection de l'ensemble sur une trajectoire trans-lunaire. Après extinction du moteur de l'étage EDS, celui-ci est largué et placé sur une trajectoire qui l'amène à percuter le sol lunaire.

## Autres missions
Il était envisagé d'utiliser la puissance exceptionnelle du lanceur Ares V pour des missions non lunaires. Le lanceur pourrait permettre l'envoi de satellites particulièrement lourds tels que le télescope spatial de très grand diamètre que certains scientifiques envisagent de placer au point de Lagrange L2 ou des sondes spatiales lourdes permettant d'accroître les capacités d'explorations des planètes du système solaire éloignées.
Enfin, l'utilisation d'Ares V a également été envisagée pour la mission habitée vers Mars qui constitue l'objectif ultime du programme Constellation et qui nécessitera de placer en orbite terrestre basse de 1 000  à   1 500 tonnes de matériel.

### Sources
- (en) NASA, Ares V : Progress Towards a Heavy Lift Capability for the Moon and Beyond, 2009, (lire en ligne).Étude sur l'avancement et les caractéristiques détaillées de la fusée Ares V actualisées en 2009.
- (en) Pages dédiées à Ares V sur le site de la NASA.
- (en) Erik Seedhouse, Lunar Outpost : The Challenges of Establishing a Human Settlement on the Moon, Springer, 2009,, 300 p. (ISBN 978-0-387-09746-6).

## Composants du programme
- Space Launch System Successeur de l'Ares V à l'architecture quasi identique
- Orion, vaisseau spatial habité.
- Altair, module lunaire.
- Ares I, lanceur.
- Ares IV, lanceur.